# Jeanette Wässelius
Marie Jeanette Wässelius, allmänt kallad Wässelia eller Mamsell Wässelia, född 31 augusti 1784 i Stockholm, död 3 december 1853 var en svensk operasångerska och skådespelare (sopran) verksam 1794–1820, syster till Justina Casagli.

## Biografi och karriär
Wässelius var dotter till en tapetfabrikör. Hon var engagerad vid Kungliga operan och Dramaten som elev från 1794, blev fast anställd som premiäraktris vid Operan 1800, och ansågs som en av de främsta i sitt fack. Hon utnämndes 1815 till hovsångerska och invaldes 4 juni 1817 som associé av Kungliga Musikaliska Akademien. Hon pensionerades 1820. Hon hade en privilegierad position vid Operan; tillsammans med Justina Casagli och Samuel Ahlgren tillhörde hon de enda scenartisterna som fick betalt med fast lön i stället för lottandelar, något som innebar att de var oberoende av teaterns konjunkturer. I belopp räknat var hon länge den högst betalda kvinnliga artisten: 1400 riksdaler, med Carolina Åbergsson som närmaste kvinnliga artist med en lön på 1300, och med endast Louis Deland och Edvard du Puy med högre lön på 1800 respektive 1600.
År 1820 begärde hon avsked efter en allvarlig konflikt. Henriette Widerberg berättade om omständigheterna kring Wässelias avskedande. Samma år hon avskedades stod hon på höjden av sin förmåga och var Sveriges ledande operaprimadonna. Det hade inte funnits någon anmärkning på henne eller något skäl för hennes avskedande, annat än att hon kommit i konflikt med Edvard du Puy, som då ledde Operan som ordningsman och som arbetade för hennes avlägsnande. Den redogörelsen kommer från Widerberg, som hade fördel av hennes avskedande och ersatte henne som scenens stora primadonna. Wässelius fick en förmånlig pension av första klassen och utöver den 400 riksdaler banco per år i egenskap av hovsångerska. Eftersom det vid tiden för hennes pension inte fanns en pensionsplats ledig, betalade Operan dessutom ut hennes pension själv i stället för ur pensionskassan fram till att en ledig plats uppkom. Hennes pension var en interimspension med statsanslag. Hon tycks ha levt ett bekvämt liv efter sin pensionering. Hon tillbringade åren 1820–1827 i Paris och vid hennes död uppgick dödsboets värde till 1000 riksdaler banco. Hon avled ogift och barnlös.

## Kritik
Wässelius röst sades vara klar, klangskön och böjlig, hennes skådespelarförmåga var ”stum” men ”till beundran målande”, hennes sätt var behagligt och det sades att hon bara hade behövt vara lite längre för att kunna vara perfekt som hjältinna och drottning. Hon sades förena en bra sångröst med en utmärkt skådespelarförmåga. Hon hånades dock ibland för sitt utseende; särskilt i tidningen Polyfem fick hon bära öknamnet ”Mamsell Gurka” på grund av sin platta figur, något som ännu mer underströks genom det mode, med empirklänningens höga midja och raka skärning, som var modernt under hennes storhetstid på 1800-talets första två årtionden. ”Wässelia” hade en stark arbetsmoral och enligt Löwenhjelm hade varken sjukdom eller humörsvängningar någonsin påverkat hennes arbete.

## Roller
Jeanette Wässelius utmärkte sig i början för glättiga operettroller. Hennes mest lyckade roller var Armide, Laura i Slottet Montenero, Sophie i Sargines, Antigone i Oedipe uti Athen, Constance i Vattendragaren och Julia i Romeo och Julia. Under 1809 berömdes hon för sin ”intagande blygsamhet och naiva kärlek” i Kalifen i Bagdad mot Gustav Åbergsson och Inga Åberg. Året därefter 1810 spelade hon framgångsrikt huvudrollen i Iphigenie i Auliden mot recettagaren Gertrud Elisabeth Forsselius Klytamnestra, Sveriges skyddsängel i Gustav Vasa och ”skötte sig övermåttan väl” i Fästmännerna mot Inga Åberg, alla på Operan. Hennes tolkningar av Armida, Antigone och Iphigenie var särskilt uppmärksammade. Hon spelade Lisette i Musikvurmen säsongen 1796–1797, Melisse i Renaud 1800–1801, Lina i Operacomiquen 1803–1804, Amelina i Léhéman 1804–1805, fru de Villeroux i Herr des Chalumeaux 1807–1808, Elise i En timmas äktenskap 1808–1809, Clorinda i Cendrillon 1810–1811, Emilie i De gifta ungkarlarna 1812–1823, Constance i Enleveringen ur seraljen, Julia i Romeo och Julia 1814–1815 och Mathilda i Joconde 1819–1820.